# Eryx jaculus
Espèce
Synonymes
- Anguis jaculus Linnaeus, 1758
- Boa turcica Olivier, 1801
- Eryx cerastes Daudin, 1803
- Eryx familiaris Eichwald, 1831
- Eryx jaculus var. teherana Jan, 1865
- Eryx jaculus proprius Czarevsky, 1916
- Eryx jaculus urmianus Rostombekov, 1928

Statut CITES
Eryx jaculus est une espèce de serpents de la famille des Boidae. Il est communément appelé boa des sables ou Eryx javelot. 

## Répartition
Cette espèce se rencontre :
- au Algérie, en Égypte, en Libye, en Maroc, en Tunisie ;
- en Arabie saoudite, en Irak, en Iran, en Israël et Palestine, en Jordanie, en Syrie, en Turquie ;
- en Albanie, en Arménie, en Azerbaïdjan, en Bulgarie, en Géorgie, en Grèce, en Roumanie, dans le sud de la Russie, en Serbie et en Sicile.

## Description

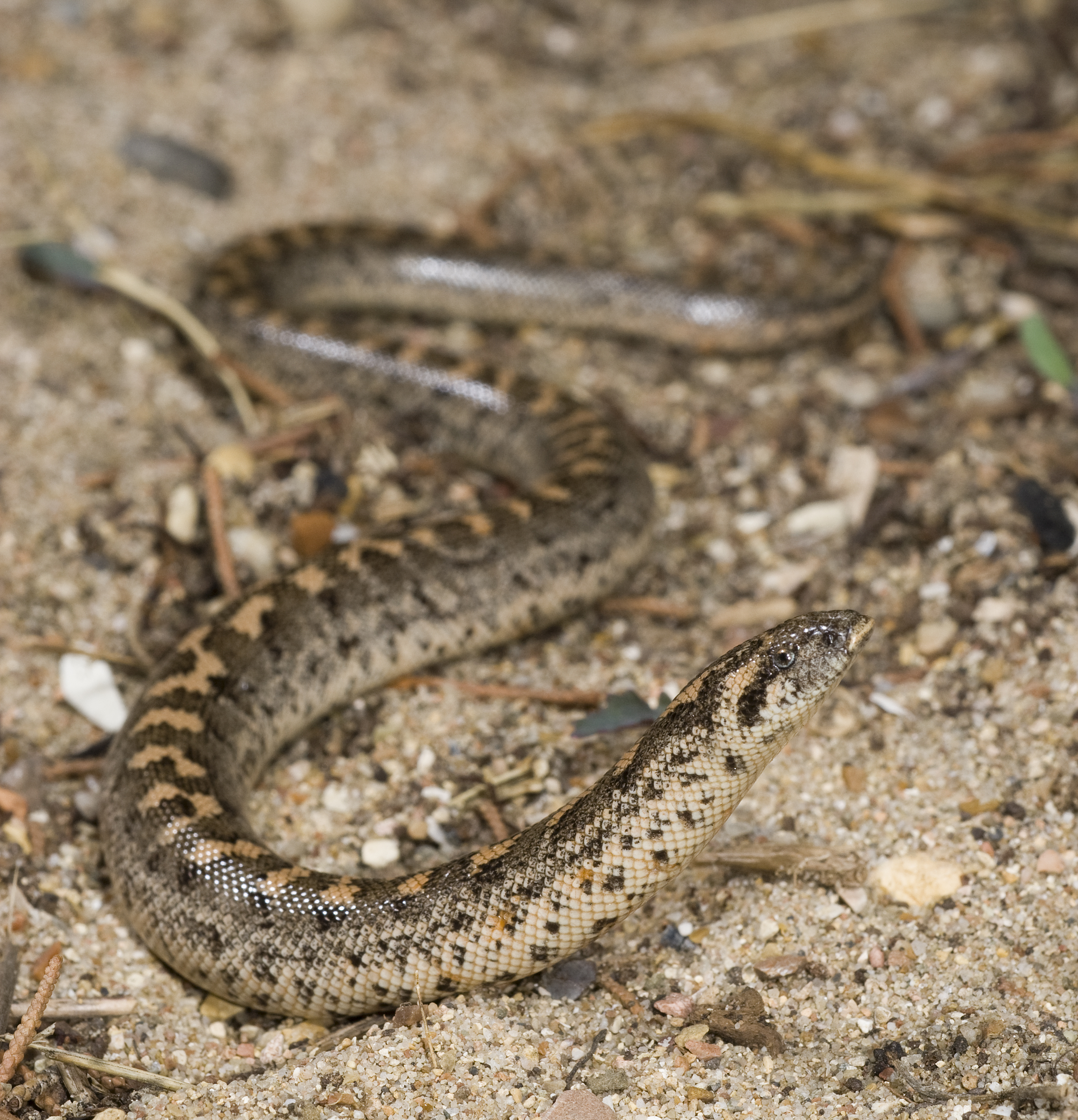
Eryx jaculus

Ces serpents mesurent jusqu'à 800 mm, mais ils sont généralement plus petits. Les femelles sont ovovivipares : après incubation dans l'organisme maternel naissent entre 6 et 16 petits qui mesurent de 11 à 15 cm.

## Liste des sous-espèces
Selon The Reptile Database (14 février 2014) :
- Eryx jaculus jaculus (Linnaeus, 1758)
- Eryx jaculus familiaris Eichwald, 1831
- Eryx jaculus turcicus (Olivier, 1801)

## Étymologie
Le nom de cette espèce, jaculus, vient du latin jaculum, « qu'on jette, javelot », car il se lance sur sa proie avec la vitesse et la précision d'un javelot.

## Particularité
L'Eryx jaculus est une des espèces de serpents que les Grecs anciens utilisaient comme arme de jet durant les batailles navales afin de semer l'effroi et le désordre dans les embarcations ennemies. 

## Publications originales
- Eichwald, 1831 : Zoologia specialis, quam expositis animalibus tum vivis, tum fossilibus potissimuni rossiae in universum, et poloniae in specie, in usum lectionum publicarum in Universitate Caesarea Vilnensi. Zawadski, Vilnae, vol. 3, p. 1-404 (texte intégral).
- Linnaeus, 1758 : Systema naturae per regna tria naturae, secundum classes, ordines, genera, species, cum characteribus, differentiis, synonymis, locis, ed. 10 (texte intégral).
- Olivier, 1801 : Voyage dans l'empire Othoman, l'Égypte et la Perse, fait par ordre du gouvernement, pendant les six premières années de la république. Henri Agasse, Paris, vol. 2, p. 1-396 (texte intégral)..